# Scipione Spina
Scipione Spina (Napoli, 1542 – Lecce, 6 marzo 1639) è stato un vescovo cattolico italiano.
Servì come vescovo di Lecce dal 1591 al 1639.

## Biografia
Scipione Spina nacque a Napoli nel 1542, primogenito di Marco Antonio e di Feliciana Galeota, della famiglia dei baroni di Montestarace. 
Conseguì il dottorato in utroque iure e fu avviato alla carriera ecclesiastica. Si trasferì a Roma presso la corte papale ed entrò a servizio del potente cardinale inquisitore Giulio Antonio Santori, cardinale di Santa Severina che, grazie alla sua influenza, fu determinante nella nomina di Spina a vescovo di Lecce. 
Il 10 maggio 1591, papa Gregorio XIV lo nominò vescovo di Lecce  e il 3 giugno 1591 fu consacrato vescovo da Giulio Antonio Santorio, allora cardinale presbitero di San Bartolomeo all'Isola, con Flaminio Filonardi, vescovo di Aquino, e Leonardo Abele, vescovo titolare di Sidone, in qualità di co-consacranti. 
Insediato nel dicembre dello stesso 1591, per molti anni dovette difendersi presso i tribunali romani e napoletani per la conflittualità con il clero capitolare, cittadino e rurale e con le autorità laiche cittadine e questa fu una delle ragioni dei suoi lunghi e periodi di assenza dalla diocesi, che tuttavia resse per 48 anni fino alla morte avvenuta nel 1639, all'età di 97 anni.
Come nel caso del suo predecessore Annibale Saraceni (vescovo dal 1560 al 1591) e del suo successore Luigi Pappacoda (vescovo dal 1639 al 1670), la lunga durata del suo governo gli permise di seguire le trasformazioni che la città di Lecce stava vivendo nell'arco dei tre mandati episcopali. Contribuì anche all'esplosione del barocco leccese con la ristrutturazione del palazzo vescovile conclusa nel 1632.
Contribuì a rinforzare l'organizzazione ecclesiastica della città di Lecce dove, nonostante gli oltre 10.000 abitanti vi era una sola parrocchia, quella della cattedrale. Inoltre si adoperò per la creazione del seminario vescovile, per formare un clero preparato secondo i canoni del Concilio di Trento.

## Riferimenti
1. ↑  G.A. Santori, Autobiografia, in Archivio della R. Società romana di storia patria, XIII (1890), p. 198)
2. ↑   Bishop Scipione Spina [Catholic-Hierarchy], su www.catholic-hierarchy.org. URL consultato il 16 marzo 2024.
3. 1 2 3  Pellegrino, Bruno, Spina, Scipione, in Dizionario biografico degli italiani, vol. 93 (2018)